# Prezident kontrolního úřadu Východoindické společnosti
Prezident kontrolního úřadu Východoindické společnosti (President of the Board of Control) byla funkce ministra ve vládě Velké Británie v letech 1784–1858. Prezident úřadu měl dohled nad chodem Východoindické společnosti, fakticky do jeho kompetencí spadala správa nejvýznamnější britské kolonie Indie.

## Historie úřadu
Britská Východoindická společnost se ve správě kolonií značně zadlužila a již za sedmileté války zažádala o státní finanční podporu. Chod společnosti prostoupený korupcí a nepotismem vedl k přijetí Regulačního zákona (Regulating Act, 1773). Během války s USA se zadlužení společnosti dále prohloubilo a Zákonem o Indii (Pitt's India Act, 1784) byla společnost podřízena přímému státnímu dohledu. V roce 1784 vznikl kontrolní úřad Východoindické společnosti se šesti komisaři (dvěma komisaři byli vždy automaticky z titulu své funkce ministr zahraničí a ministr financí), v čele úřadu stál prezident, který byl členem britské vlády. Východoindická společnost nadále vedla správu v Indii a formálně jí byl podřízen indický generální guvernér, prezident kontrolního úřadu ale do dění v Indii významně zasahoval. Post zastávali významní politici, mimo jiné i několik pozdějších premiérů, což dokládá význam největší kolonie pro britskou vládu. Ještě počátkem 19. století disponovala Východoindická společnost jako soukromý subjekt armádou v počtu 250 000 mužů, nezvládla ale velké indické povstání v roce 1857, které bylo nakonec potlačeno britským státním vojskem. Na základě toho byl přijat další zákon o Indii (Government of India Act, 1858), jímž Indie přešla pod přímou správu Británie, post generálního guvernéra byl povýšen do pozice indického místokrále. Úřad prezidenta kontrolního úřadu Východoindické společnosti byl zrušen v září 1858, jeho posledním vykonavatelem byl tehdejší premiér 14. hrabě z Derby, navazující funkci ministra pro Indii jako první zastával jeho syn lord Stanley, pozdější 15. hrabě z Derby.

## Prezidenti kontrolního úřadu Východoindické společnosti
| Jméno                                         | Foto | Nástup do funkce   | Konec funkce       | Životní data |
| --------------------------------------------- | ---- | ------------------ | ------------------ | ------------ |
| Thomas Townshend, 1. vikomt Sydney            |      | 3. září 1784       | 12. března 1790    | 1733-1800    |
| William Wyndham Grenville, 1. baron Grenville |      | 12. března 1790    | 28. června 1793    | 1759-1834    |
| Henry Dundas                                  |      | 28. června 1793    | 19. května 1801    | 1742-1811    |
| George Legge, 3. hrabě z Dartmouthu           |      | 19. května 1801    | 12. července 1802  | 1755-1810    |
| Robert Stewart, vikomt Castlereagh            |      | 12. července 1802  | 12. února 1806     | 1769-1822    |
| Sir Gilbert Elliot                            |      | 12. února 1806     | 16. července 1806  | 1751-1814    |
| Thomas Grenville                              |      | 16. července 1806  | 1. října 1806      | 1755-1846    |
| George Tierney                                |      | 1. října 1806      | 6. dubna 1807      | 1761-1830    |
| Robert Dundas                                 |      | 6. dubna 1807      | 17. července 1809  | 1771-1851    |
| Dudley Ryder, 1. hrabě z Harrowby             |      | 17. července 1809  | 13. listopadu 1809 | 1762-1847    |
| Robert Dundas, 2. vikomt Melville             |      | 13. listopadu 1809 | 7. duben 1812      | 1771-1851    |
| Robert Hobart, 4. hrabě z Buckinghamshire     |      | 7. dubna 1812      | 4. února 1816      | 1760-1816    |
| George Canning                                |      | 20. července 1816  | 16. ledna 1821     | 1770-1827    |
| Charles Bragge Bathurst                       |      | 16. ledna 1821     | 8. února 1822      | 1754-1831    |
| Charles Watkin Williams-Wynn                  |      | 8. února 1822      | 31. července 1828  | 1775-1850    |
| Robert Dundas, 2. vikomt Melville             |      | 31. července 1828  | 24. září 1828      | 1771-1851    |
| Edward Law, 2. baron Ellenborough             |      | 24. září 1828      | 1. prosince 1830   | 1790-1871    |
| Charles Grant                                 |      | 1. prosince 1830   | 18. prosince 1834  | 1778-1866    |
| Edward Law, 2. baron Ellenborough             |      | 18. prosince 1834  | 23. dubna 1835     | 1790-1871    |
| Sir John Cam Hobhouse                         |      | 23. dubna 1835     | 4. září 1841       | 1786-1869    |
| Edward Law, 2. baron Ellenborough             |      | 4. září 1841       | 23. října 1841     | 1790-1871    |
| William Vesey-Fitzgerald, 1. baron Fitzgerald |      | 23. října 1841     | 11. května 1843    | 1781-1843    |
| Frederick John Robinson, 1. hrabě z Riponu    |      | 17. května 1843    | 8. července 1846   | 1782-1859    |
| Sir John Cam Hobhouse                         |      | 8. července 1846   | 5. února 1852      | 1786-1869    |
| Fox Maule                                     |      | 5. února 1852      | 28. února 1852     | 1801-1874    |
| John Charles Herries                          |      | 28. února 1852     | 30. prosince 1852  |              |
| Sir Charles Wood                              |      | 30. prosince 1852  | 3. března 1855     | 1801-1855    |
| Robert Vernon Smith                           |      | 3. března 1855     | 6. března 1858     | 1800-1873    |
| Edward Law, 2. baron Ellenborough             |      | 6. března 1858     | 5. června 1858     | 1790-1871    |
| Edward Smith-Stanley, 14. hrabě z Derby       |      | 5. června 1858     | 2. září 1858       | 1799-1869    |